# Banquete das Cortesãs
O Banquete das Cortesãs ou Banquete de Castanhas, também conhecido como o Ballet de Castanhas, refere-se a uma festa em Roma, e em especial um jantar realizado no Palácio Apostólico de Don Cesare Borgia, filho do Papa Alexandre VI, em 30 de outubro de 1501 . Uma narrativa do banquete é preservada em um diário em latim por Protonotário Apostólico e o Mestre de Cerimônias Johann Burchard (é intitulado Liber Notarum).

## História
O banquete foi dado em apartamentos de Cesare no Palazzo Apostolico. Cinqüenta cortesãs ou prostitutas estavam presentes para o entretenimento dos convidados do banquete. Depois que o alimento foi ingerido, as lâmpadas que estavam segurando velas acesas foram colocadas no chão e castanhas espalhadas. As roupas das cortesãs foram leiloadas, em seguida, as prostitutas e os convidados dançaram nus com as lâmpadas para apanhar as castanhas. Imediatamente após o espetáculo, os membros do clero e outros convidados da festa, juntamente com as prostitutas envolveram-se numa atividade sexual. De acordo com Burchard, "os prêmios foram oferecidos - gibões de seda, pares de sapatos, chapéus e outras peças de vestuário - para os homens que foram mais bem sucedidos com as prostitutas" 
De acordo com William Manchester, "Servos mediram a pontuação de orgasmos de cada homem, para o papa admirar a virilidade e o machismo medido de um homem por sua capacidade ejaculativa."  Outra fonte  afirma que o Papa Alexandre VI também estava na platéia. Manchester também se refere ao uso de brinquedos sexuais; Burchard, no entanto, não faz qualquer referência a isso em sua narrativa do banquete .
A erudita Barbara Tuchman relata em The March of Folly:
O papa presidiu a um banqute dado por Cesare no Vaticano, famoso nos anais da pornografia como o Balé das Castanhas. Segundo o sóbrio registro por Burchard, cinquenta cortesãs dançaram após o jantar com os convidados, "a princípio vestidas, e, depois nuas".  Em seguida, os candelabros com velas acesas foram retirados das mesas e colocados no chão, espalhando-se castanhas em torno, "as quais as cortesãs apanhavam, gatinhando de quatro em torno dos candelabros, enquanto o papa, Cesare e sua irmã Lucrézia assistiam. Seguiu-se a copulação entre os convidados e as cortesãs, com prêmios na forma de finas túnicas e mantos de seda oferecidos "àqueles que conseguiram realizar o ato mais vezes com as cortesãs."
O episódio contribuiu para a fama dos Bórgia e ainda mais para evidenciar a necessidade de reforma do papado e da Igreja.

## Ver Também
- Papado Renascentista
- Bórgia
- Rota dos Bórgia
- Lista de papas sexualmente ativos